# 77 Draconis
77 Draconis är en blåvit stjärna i huvudserien i stjärnbilden Cepheus. Trots sin Flamsteed-beteckning tillhör den inte Drakens stjärnbild. Den ligger på gränsen mellan stjärnbilderna och fick byta tillhörighet vid översynen av gränser mellan stjärnbilderna år 1930 och benämns sedan bytet av stjärnbild ofta som HR 8112.
77 Dra har visuell magnitud +5,91 och är knappt synlig för blotta ögat vid god seeing. Den ligger på ett avstånd av ungefär 400 ljusår.